# Supermarine Baby
Supermarine Baby, также известный как Supermarine N.1B Baby — британский одноместный истребитель-летающая лодка времён Первой мировой войны. Разработан компанией Supermarine для Королевского военно-морского флота в соответствии со спецификацией Воздушного министерства 1917 года, которая предусматривала, что самолёт должен развивать скорость 95 узлов (176 км/ч), подниматься на высоту до 20 000 футов (6100 метров) и быть способным взлетать с гидроавианосцев. Впервые поднялся в небо в феврале 1918 года, став самой маленькой и самой быстрой летающей лодкой из существовавших на тот момент, а также первой британской одноместной летающей лодкой.
Главный конструктор Supermarine Уильям Харгривз основал дизайн Supermarine Baby на летающей лодке AD Flying Boat. Supermarine Baby имел складывающиеся крылья, обтекаемый корпус и двигатель Hispano-Suiza 8B мощностью 150 л. с. Компания построила один прототип, который хорошо зарекомендовал себя во время испытаний, а в августе 1918 года был оснащён более мощным двигателем — Sunbeam Arab мощностью 200 л. с. Контракт на серийное производство не был заключён, поскольку Британское адмиралтейство приняло решение вместо Supermarine Baby эксплуатировать истребители Sopwith Pup и Sopwith Camel. Supermarine Baby лёг в основу ряда других самолётов: Supermarine Sea King, Supermarine Sea Lion I и Supermarine Walrus.

## Предыстория
Supermarine Baby был спроектирован и построен под руководством владельца Supermarine Хьюберта Скотт-Пейна. Скотт-Пейн выкупил компанию Pemberton-Billing Limited в июне 1916 года, после чего она была переименована в Supermarine Aviation Works Limited. Во время Первой мировой войны компания продолжала специализироваться на производстве и обслуживании надводных самолётов. Завод компании находился в Вулстоне на берегу реки Ичен, она не владела земельным аэродромом и имела в своём штате сотрудников, квалифицированных в строительстве лодок. Скотт-Пейн установил прочные связи с Воздушным департаментом Великобритании, который взял на себя управление компанией во время войны.
Supermarine Baby примечателен тем, что стал первым одноместным истребителем-летающей лодкой, спроектированным и построенным в Великобритании. Он был разработан в соответствии со спецификацией Воздушного министерства N.1B. Спецификация описывала одноместный поплавковый самолёт или истребитель-летающую лодку для противодействия немецким самолётам Brandenburg, патрулирующим Северное море Он должен был быть способен взлетать и садится на гидроавианосцы Королевского военно-морского флота, развивать скорость 95 узлов (176 км/ч) на высоте 10 000 футов (3000 метров) и подниматься на высоту до 20 000 футов (6100 метров).
Supermarine получила заказ на постройку трёх самолётов. При заключении контракта Воздушный департамент предоставил Supermarine одного из своих ведущих конструкторов Гарольда Боласа и его заместителей для наблюдения за производством Baby.

## Дизайн и разработка
Supermarine Baby был разработан главным конструктором Supermarine Уильямом Харгривзом, который начал работать в компании в 1916 году. Харгривз основал дизайн на летающей лодке AD Flying Boat, двухместном патрульно-разведывательном биплане, который имел трубообразный корпус и крылья, разделённые четырьмя вертикальными стойками, способными складываться вперёд.
Харгривз разработал проект биплана с небольшим двигателем, толкающим винтом, складывающимися крыльями с одним отсеком и T-образным оперением. Двигатель был расположен таким образом, чтобы свести к минимуму брызги воды во время взлёта. Первоначально он был спроектирован с мощностью 150 лошадиных сил (110 кВт). Двигатель Hispano-Suiza, приводил в движение пропеллер с четырьмя лопастями. 
Supermarine Baby был способен достигать скорости 102 узла (189 км/ч) на уровне моря и 97 узлов (180 км/ч) на высоте 10 000 футов (3000 метров). На посадке максимальная скорость варьировалась от 87 до 178 километров в час. Максимальная нагрузка на крыло составляла 36,5 кг/м².

### Комментарии
1. ↑  Помимо Supermarine, самолёты в соответствии со спецификацией N.1B разрабатывали ещё две компании: Blackburn и Westland'"`UNIQ--ref-00000005-QINU`"'.
2. ↑  По крайней мере в двух источниках Харгривзу даны инициалы Ф. Дж.'"`UNIQ--ref-00000014-QINU`"''"`UNIQ--ref-00000016-QINU`"'